# Station Cieszyno Łobeskie
Station Cieszyno Łobeskie is een spoorwegstation in de Poolse plaats Cieszyno.